# Franco Magnani (generale)
Franco Magnani (Mede, 9 marzo 1909 – Torino, 1º marzo 1965) è stato un generale italiano degli Alpini, decorato di Medaglia d'oro al valor militare a vivente nel corso della seconda guerra mondiale; oltre che della Medaglia d'oro, è stato insignito anche di due promozioni per merito di guerra, di una Medaglia d'argento, di due Croci di guerra al valor militare e di cinque Croci al merito di guerra.

## Biografia
Nacque a Mede, provincia di Pavia, il 9 marzo 1909 all'interno di una famiglia della piccola borghesia, figlio di Guido e Cesarina Cotta-Ramusino. Diplomatosi in ragioneria e frequentata a Milano la scuola di reclutamento del Regio Esercito per divenire ufficiale di complemento, venne nominato sottotenente nel giugno 1929 ed assegnato al 4º Reggimento alpini.
Richiamato a domanda nel 1930 venne inviato in Tripolitania, prestando servizio nel VI Battaglione Libico e nel VII Gruppo Sahariano.
Promosso tenente con anzianità 1º marzo 1935, dalla Libia partì per l'Africa Orientale Italiana con il 1º Reggimento di fanteria coloniale e partecipò al conflitto etiopico al comando di un plotone di mitraglieri, ottenendo il trasferimento in servizio permanente effettivo per meriti di guerra e due Croci di guerra al valor militare (Gianagobò, aprile 1936; Sella di Gurè, marzo 1937).
Rientrato con la 1ª Divisione fanteria "Libia" in Tripolitania nel luglio 1937, rimpatriò alcuni mesi dopo e fu destinato all'8º Reggimento alpini della 3ª Divisione alpina "Julia".
Nell'aprile 1939, al comando della 70ª Compagnia del battaglione "Gemona", sbarcò in Albania ed il 1º gennaio 1940, benché ancora tenente, venne chiamato a ricoprire l'incarico di Aiutante maggiore in prima dell'8º Reggimento alpini mobilitato.
A partire dal 28 ottobre dello stesso anno prese parte alle operazioni belliche sul fronte greco-albanese al comando della compagnia d'assalto della "Julia"; Compagnia "speciale" formata di elementi volontari scelti da lui stesso. Gravemente ferito ad una gamba nel secondo giorno di guerra rimpatriò nel novembre.
Dopo una lunga degenza presso l'Istituto Rizzoli di Bologna, riprese servizio presso il deposito dell'8º Reggimento alpini. Promosso capitano con decorrenza dal 1º marzo 1941, il 7 agosto 1942 partì per la Russia al comando della 12ª Compagnia del Battaglione "Tolmezzo" ed il 1º novembre venne nuovamente nominato aiutante maggiore dell'8º Reggimento alpini.
Durante le marce di ripiegamento dal Don seguite all'Operazione Piccolo Saturno con cui i sovietici sfondarono il fronte italo-tedesco, egli cadde, combattendo, in mano nemica il 22 gennaio 1943 presso Novo Georgewka con i pochi superstiti del suo reggimento.
Non piegandosi di fronte alle minacce e alle sevizie, mantenne un contegno fierissimo e per questo nel febbraio 1950 venne condannato da un tribunale militare sovietico a 15 anni di lavori forzati da scontarsi in un  lager di correzione.
Dopo aver sopportato 11 lunghi anni di persecuzioni e campi di punizione, rimpatriò nel febbraio 1954. Promosso maggiore per meriti di guerra, con anzianità 28 dicembre 1942, poco dopo divenne tenente colonnello con anzianità 1º gennaio 1955, e rientrò nei ranghi della nuova Brigata alpina "Julia", ove ebbe il comando dapprima del Battaglione "Feltre" e poi del battaglione "Gemona" da lui stesso ricostituito.
Il 9 febbraio 1956 fu decorato con la Medaglia d'oro al valor militare per il suo valore dimostrato in combattimento e per il suo eroico comportamento in prigionia. Promosso colonnello nell'ottobre 1956 comandò il 7º Reggimento della Brigata alpina "Cadore" e poi, nel 1960-61, la Scuola Militare Nunziatella. Promosso generale di brigata il 15 dicembre 1961, assunse il comando della Brigata alpina "Taurinense" e quindi, dall'ottobre 1964, venne trasferito al Comando della Regione Militare Nord Ovest.
Ricoverato in ospedale a Torino per gli esiti di un incidente stradale, vi morì il 1º marzo 1965. I funerali solenni si svolsero a Torino, con la salma trasportata su un affusto di cannone con i reparti che rendevano gli onori militari alla presenza di una numerosissima folla. Per onorarne la memoria la sua città natale gli ha intitolato una piazza, e a lui è stato intitolato anche il locale gruppo dell'Associazione Nazionale Alpini.

### Annotazioni
1. ↑  L'allora Capo di stato maggiore dell’Esercito, generale Giuseppe Aloia redasse un apposito Ordine del Giorno all'Esercito che diceva: Con profondo cordoglio partecipo l’improvvisa scomparsa della Medaglia d’Oro Generale di Brigata Francesco Magnani. Con Lui, l’Esercito perde una eroica figura di Combattente, il Suo valore rifulse su molti campi di battaglia, dalle torride sabbie libiche alle ambe dell’Africa Orientale e alle impervie giogaie greco-albanesi, per assurgere ad epico eroismo nella campagna di Russia. Durante il duro travaglio di una lunga prigionia, fu esempio di incrollabile fede e di indominabile dignità. L’Esercito inchina le sue Bandiere nell’estremo saluto alla Medaglia d’Oro Generale Francesco Magnani, che addita al esempio alle nuove generazioni. Roma, 2 marzo 1965.

### Fonti
1. 1 2  Bianchi, Cattaneo 2011, p. 504.
2. 1 2 3 4 5 6 7 8  Combattenti Liberazione.
3. 1 2 3 4 5 6 7 8 9 10  Bianchi, Cattaneo 2011, p. 505.
4. 1 2 3 4 5 6 7 8  Bianchi, Cattaneo 2011, p. 506.
5. ↑  Quirinale - scheda - visto 7 dicembre 2008
6. ↑  Registrato alla Corte dei conti il 28 marzo 1956, Esercito registro 16, foglio 190.
7. ↑  Registrato alla Corte dei conti il 4 ottobre 1951, Esercito registro 42, foglio 190.
8. ↑  Registrato alla Corte dei conti lì 30 dicembre 1954, registro 53, foglio 251.